# فيرنون لورانس كلير
فيرنون لورانس كلير (بالإنجليزية: Vernon Lawrence Clare)‏ هو صاحب مطعم نيوزلندي، ولد في 17 أبريل 1925، وتوفي في 18 مارس 1998.